# 박용진 (야구 선수)
박용진(朴庸鎭, 1982년 4월 24일 ~ )은 전 KBO 리그 한화 이글스의 선수이다.
LG 트윈스를 거쳐 2008년 11월 한화 이글스에 입단하였다. 2010년 방출되었다.

## 은퇴 이후
현재는 서울시 강남구 대치동에 위치한 휘문중학교 투수코치를 맡고 있다.

## 출신학교
- 성동초등학교
- 신일중학교
- 신일고등학교

## 참조
1. ↑  한국야구위원회, 2009 가이드북
2. ↑  한화 이글스 투수 박용진 결혼[깨진 링크(과거 내용 찾기)] 《노컷뉴스》 2008년 12월 31일